# Angelsaksiske Amerika
Angelsaksiske Amerika er en betegnelse, der bruges til at beskrive den nordlige del af det amerikanske kontinent, hvor det engelsk sprog og kultur er dominant. Landene, som er under denne betegnelse, er: Canada, Belize (tidligere Britisk Hounduras), Bermuda og USA, men også mange øer i det Caribiske hav, og Guyana i Sydamerika, inkluderes som oftest i Angelsaksisk Amerika.